# Unesco
Förenta nationernas organisation för utbildning, vetenskap och kultur, som brukar förkortas Unesco (av det engelska namnet United Nations Educational, Scientific and Cultural Organization) bildades 1945 och är ett av Förenta nationernas 15 fackorgan.
I förordet till Unescos stadgar står: "Eftersom krigen har sitt ursprung i människornas sinnen, måste försvaret av freden också byggas upp i människornas sinnen." Unesco har därför som syfte att verka för fred och säkerhet genom främjande av internationellt samarbete inom utbildning, vetenskap och kultur i syfte att med utgångspunkt i FN-stadgan främja den universella respekten för rättvisa, rättssäkerhet och mänskliga rättigheter samt grundläggande friheter utan åtskillnad med avseende av ras, kön, språk eller religion.
Unesco har 193 medlemsländer och nio associerade medlemmar.
Unesco har sitt säte i Paris, med över 50 fältkontor och många specialiserade institut och centra över hela världen. De flesta av kontoren omfattar tre eller flera länder, men det finns också nationella och regionala kontor.
Unesco bedriver sitt arbete inom fem program: utbildning, naturvetenskap, samhällsvetenskap och humaniora, kultur samt kommunikation och information.
Unesco är knutet till FN (Förenta nationerna) som ett fackorgan inom FN:s ekonomiska och sociala råd. 

## Historia
Unesco grundades den 16 november 1945 i London då 37 länder skrev under organisationens konstitution. Konstitutionen trädde i kraft 4 november 1946 då den ratificerats av 20 länder.
Unesco har periodvis av somliga ansetts vara en kontroversiell organisation: Sydafrika lämnade Unesco 1956 eftersom man ansåg att vissa av organisationens publikationer lade sig i landets "rasproblem". I början av 1970-talet var Unesco med och tog fram rapporten New World Information Order som innehöll rekommendationer på en mer globalt jämlik mediebild och mer korrekt information om utvecklingsländerna. USA ställde sig kritisk till rapporten och menade att den skulle motverka det fria flödet av information. Under 1970- och 1980-talen kritiserade flera västländer, särskilt USA och Storbritannien, Unesco för att attackera Väst.
USA lämnade organisationen i protest 1984 och Storbritannien året därefter (Storbritannien blev åter medlem 1997 och USA 2003).
I november 2011 valdes Palestina in som medlemsland med 107 röster för, 14 emot och 52 avstod att rösta. Sverige var ett av de länder som röstade nej..I och med att Palestina blev medlem i Unesco, upphörde USA och Israel att betala sina medlemsavgifter till organisationen. I december 2018 lämnade USA och Israel Unesco. USA återinträdde som medlem 10 juli 2023.

## Organisationen
Unesco är en mellanstatlig organisation, dvs. en organisation där stater är medlemmar. Unesco har för tillfället 194 medlemsländer. Det är medlemsländerna som beslutar om budget, arbetsprogram, val av generaldirektör etc. Verksamheten finansieras till hälften av medlemsavgifter och till hälften av extrabudgetära frivilliga medel. Sverige är, genom Sida, den näst största bidragsgivaren till Unesco.
Unesco är inte primärt en biståndsorganisation utan ett forum för globalt samarbete mellan länder inom utbildning, vetenskap, kultur och kommunikation/medier.
Unescos arbete leds av en generaldirektör, en styrelse samt generalkonferensen. Generalkonferensen är det högsta beslutande organet där Unescos alla medlemsländer träffas vartannat år för att fastställa riktlinjer, program och budget. Generalkonferensen väljer också generaldirektör samt ledamöter till Unescos styrelse och till olika kommittéer.
Unescos styrelse har till uppgift att följa upp generalkonferensens beslut och diskutera kommande program och budget. Styrelsen möts två gånger per år, samt vid ytterligare ett tillfälle de år generalkonferensen sammanträder. Styrelsen består av 58 medlemsländer fördelade mellan världens regioner och väljs på fyra år. Sverige var invald i Unescos styrelse 2013-2017. Sedan 2017 sitter Finland i Unesco styrelse.
Generaldirektören leder det löpande arbetet vid Unescos sekretariat i Paris. Vid sekretariatet finns det ca 1 800 personer anställda. Unesco har också 53 regionala och lokala kontor främst i utvecklingsländer.
Varje medlemsland i Unesco ska ha det som kallas ”nationalkommission” som ska fungera som en länk mellan regering och myndigheter m.fl. i det egna landet och Unesco. I Sverige är Svenska Unescorådet nationalkommission. Svenska Unescorådet är placerat på Utbildningsdepartementet.
Unesco har tillsatt flera specialkommissioner för att analysera framtidsfrågor som t.ex. Delors-kommissionen som tittade på framtidens behov av utbildning under ledning av Jaques Delors och Världskommissionen för kultur och utveckling 1992. Kommissionens rapport ledde bland annat fram till Unescos globala konferens ”The Power of Culture” som hölls i Stockholm 1998.
En av Unesco arbetsmetoder är att medlemsländerna tillsammans utarbetar och på generalkonferensen antar så kallade normativa instrument: rekommendationer (policyrådgivande texter) och konventioner (som blir obligatoriska att genomföra för medlemsländerna när de undertecknat och fått sitt parlaments godkännande). Unescomöten och konferenser kan anta så kallade deklarationer som är icke-bindande opinionsyttringar.
Den mest kända Unescokonventionen är Konventionen om skydd av världens kultur- och naturarv, den så kallade ”världsarvskonventionen” från 1972.
Många av Unescos medlemsländer har en så kallad permanent delegation vid organisationens sekretariat. Arbetet där leds av landets Unescoambassadör som företräder sitt land i det dagliga arbetet. Sveriges ambassadör har delat ansvar mellan OECD och Unesco (OECD har också sitt sekretariat i Paris).

## Verksamhet

### Huvudprogram
Unesco bedriver sitt arbete inom fem huvudprogram:
- Utbildning
- Naturvetenskap
- Samhällsvetenskap och humaniora
- Kultur
- Kommunikation och information

Unescos största program är utbildningsprogrammet och det minsta är kommunikationsprogrammet.
Unesco arbetar främst rådgivande till regeringarna och är inte primärt en biståndsorganisation. Man arbetar genom ett stort antal nätverk med bland annat center och institut, städer, frivilligorganisationer (så kallade NGO:er, Non Governmental Organizations), Unescoprofessurer (UNESCO Chairs) och olika fora för experter.
Unesco är det enda FN-organ som har som arbetsområde utvecklingen av press- och yttrandefrihet. Unesco ansvarar för arbetet med den FN-gemensamma planen för arbete för journalisters säkerhet.

#### Publikationer
Unesco ger ut många publikationer: World Science Report, Global Education Monitoring Report, World Social Science Report, World Trends in Freedom of Expression and Media Development och statistiksammanställningar och även publikationer om specifika ämnen.
Unescos arbete med vattenfrågor firade sitt 50-årsjubileum 2015 och vid det tillfället publicerades “Water, People and Cooperation: 50 Years of Water Programmes for Sustainable Development at UNESCO”.
Unesco presenterar sitt arbete inom “Climate Change Education for Sustainable Development (CCESD)” i boken “Not Just Hot Air - Putting Climate Change Education into Practice”.
Den första genomgången av hur medlemsländerna arbetat med Unescos Konvention om skydd för och främjandet av mångfalden av kulturyttringar (som antogs av Unescos generalkonferens 2005) presenterades i november 2015: “Re | Shaping Cultural Policies: A Decade Promoting the Diversity of Cultural Expressions for Development” finns på franska och engelska.

#### Världsarv och dylikt
Inom kulturområdet samarbetar Unescos medlemsländer med bevarande (t. ex. av byggnader och naturområden) och immateriellt kulturarv dvs kulturarv som inte är föremål: dans, sånger, traditioner etc. Det finns flera koncept:
- Världsarv – byggnader eller naturområden av enastående universellt värde (definierat i Unescos konvention om skydd för världens kultur- och naturarv)
- Immateriellt kulturarv – levande traditioner, hantverk, ritualer och traditioner (definierat i Unescos konvention om tryggandet av immateriellt kulturarv)
- Världsminnesprogrammet – dokument, foto, film eller samlingar i bibliotek eller arkiv
- Biosfärområden  – ett internationellt nätverk av modellområden som arbetar med långsiktigt hållbar användning av de naturresurser som finns i områdena
- Geopark -  samlade geografiska områden av internationell geologisk betydelse där man arbetar med kunskapsspridning och hållbar utveckling.[17]

### Internationella dagar utsedda av Unesco
Unescos generalkonferens och styrelse har beslutat att utse vissa internationella dagar för att uppmärksamma viktiga frågor.
| 27 januari               | International Day of Commemoration in Memory of the Victims of the Holocaust |
| 13 februari              | World Radio Day                                                              |
| 21 februari              | International Mother Language Day                                            |
| 8 mars                   | International Women's Day                                                    |
| 21 mars                  | International Day of Nowruz                                                  |
| 21 mars                  | World Poetry Day                                                             |
| 21 mars                  | International Day for the Elimination of Racial Discrimination               |
| 22 mars                  | World Day for Water                                                          |
| 6 april                  | International Day of Sport for Development and Peace                         |
| 23 april                 | World Book and Copyright Day                                                 |
| 30 april                 | International Jazz Day                                                       |
| 3 maj                    | World Press Freedom Day                                                      |
| 5 maj                    | African World Heritage Day                                                   |
| 16 maj                   | International Day of Light                                                   |
| 21 maj                   | World Day for Cultural Diversity for Dialogue and Development                |
| 22 maj                   | International Day for Biological Diversity                                   |
| 5 juni                   | World Environment Day                                                        |
| 8 juni                   | World Oceans Day                                                             |
| 26 juli                  | International Day for the Conservation of the Mangrove Ecosystem             |
| 9 augusti                | International Day of the World's Indigenous People                           |
| 12 augusti               | International Youth Day                                                      |
| 23 augusti               | International Day for the Remembrance of the Slave Trade and its Abolition   |
| 8 september              | International Literacy Day                                                   |
| 20 september             | International Day of University Sport                                        |
| 21 september             | International Day of Peace                                                   |
| 28 september             | International Day for the Universal Access to Information                    |
| 5 oktober                | World Teachers' Day                                                          |
| 13 oktober               | International Day for Disaster Reduction                                     |
| 27 oktober               | World Day for Audiovisual Heritage                                           |
| 2 november               | International Day to End Impunity for Crimes against Journalists             |
| 5 november               | World Day of Romani Language                                                 |
| 10 november              | World Science Day for Peace and Development                                  |
| 3:e torsdagen i november | World Philosophy Day                                                         |
| 16 november              | International Day for Tolerance                                              |
| 25 november              | International Day for the Elimination of Violence against Women              |
| 29 november              | International Day of Solidarity with the Palestinian People                  |
| 1 december               | World AIDS Day                                                               |
| 10 december              | Human Rights Day                                                             |
| 18 december              | International Migrants Day                                                   |
| 18 december              | World Arabic Language Day                                                    |

Utöver dessa dagar uppmärksammar Unesco också internationella dagar som FN:s generalförsamling har proklamerat.

### Några av Unescos program
Unesco har flera program inriktade på olika specifika områden inom organisationens mandat. Några exempel är följande program.  

#### IHP
Unescos program IHP (International Hydrological Programme) är det enda mellanstatliga programmet i FN-familjen som handlar om vattenforskning, vattenresursers användning och utbildning och kapacitetsuppbyggnad kring vattenfrågan.
IHP grundades 1975 och arbetar med att främja interdisciplinärt och integrerat förhållningssätt till vattenfrågan, vilket inkluderar den sociala dimensionen av frågan om världens vattenresurser. IHP har som mål att förbättra vattensäkerhet – och där finns lokala, regionala och globala utmaningar. Man arbetar fram multidisciplinära och miljömässigt hållbara principer för vattenanvändning och arbetar med människans påverkan på vatten genom sina vanor, kulturella föreställningar och attityder och verktyg för anpassning till förändrad tillgång till vatten. 
IHP stödjer och utvecklar internationell forskning om hydrologi och forskning om färskvatten.
Det program som IHP arbetar efter nu är det åttonde sedan organisationen bildades (det kallas IHP-VIII) och togs fram som en del av Unescos ”Medium Term Strategy” (2014 – 2021) i samarbete med Unescos medlemsstater. Unesco har vattenfrågorna centralt i sina naturvetenskapsprogram.
IHP leds av en styrelse, The Council, där 36 av Unescos medlemsländer ingår och de väljs av Unescos generalkonferens. Det dagliga arbetet leds av IHP Bureau. De planerar styrelsens arbete och följer genomförandet av besluten och arbetet i kommittéer och arbetsgrupper samt förbereder programmets rapport som lämnas till Unescos generalkonferens.

#### MOST
Unescos samhällsvetenskapliga program MOST (Management of Social Transformations) är ett mellanstatligt samhällsvetenskapligt program om sociala förändringar. MOST samarbetar med regeringar, forskare inom samhällsvetenskap och humaniora och frivilligorganisationer för att stärka länken mellan kunskap och handling som måste till för positiva sociala förändringar.
MOST är en del av arbetet med att genomföra FN:s Agenda 2030 genom arbete mot fattigdom och stödjer Unescos prioriterade områden: Afrika och jämställdhet. MOST stödjer även Unescos medlemsstater i samarbetet mellan forskningsvärlden och policyskapare för att stärka evidensbaserat beslutsfattande inom samhällsvetenskap och humaniora. MOST arbetar dessutom med forskning, med att arbeta för fri tillgång till kunskap och för att skapa interdisciplinärt samarbete inom bland annat det som kallas ”sustainability science” (hållbar vetenskap: dvs. samarbete mellan olika vetenskapliga discipliner för hållbar utveckling). Programmet ger också ut publikationer och utvecklar analysmetoder.
MOST leds av ”MOST Intergovernmental Council” där 35 av Unescos medlemsländer ingår, de väljs av Unescos högsta beslutsfattande organ, generalkonferensen. MOST Council möts vartannat år och antar prioriteringar för arbetet inom programmet etc.

#### IPDC
Unescos IPDC-program (International Programme for the Development of Communication) är det enda mellanstatliga programmet inom FN-familjen som har som mål att främja diskussion bland medlemsländerna om medieutveckling och stödja medieutveckling i utvecklingsländer.
Programmet stödjer medieprojekt och söker skapa samsyn kring fria och pluralistiska medier.
IPDC har funnits i 30 år med fokus på stöd till medieoberoende och pluralism, utveckling av media i närsamhällen, uppbyggnad av radio- och Tv-organisationer, modernisering av nationella och regionala nyhetsbyråer, kurser för medieprofessionella etc. IPDC har fått 100 miljoner USD för att genomföra 1 500 projekt i fler än 140 utvecklingsländer och länder i snabb förändring som t.ex. länder med nyligen blivit demokratiska
IPDC arbetar för att stödja effektiva medieprojekt som ger människor tillgång till kunskap och möjlighet att uttrycka sig – på jämlika villkor – i fri och pluralistisk media.
Exempel på IPDC-stödda projekt:
- Stöd till mediemångfald, särskilt ”community media” (medier i närsamhället) och medieoberoende genom stöd till att branschen tar fram regler och standarder.
- Stöd till journalisters säkerhet.
- Arbete mot spridning av hat i medier och sociala medier, stöd till journalism i konfliktsituationer och dialog mellan journalister från olika kulturer och religioner.
- Stöd till lagreformer i medlemsländerna för att öka mediers oberoende.
- Utvärderingar av mediesituationen och forskning baserad på Unescos indikatorer för medieutveckling (Media Development Indicators (MDI)), jämställdhetsindikatorer (Gender Sensitive Indicators for the Media (GSIM)) och indikatorer för journalisters säkerhet.
- Utbildning för journalister och medieledare inklusive stöd till yrkesutbildning för journalister, med hjälp Unescos läroplan (UNESCO:s Model Curricula for Journalism Education).

IPDC leds av en styrelse, ”Intergovernmental Council”, där 39 av Unescos medlemsländer ingår. Dessa väljs av Unescos högsta beslutsfattande organ, generalkonferensen IPDC:s styrelse ansvarar för programmets inriktning, tar ställning till ansökningar om stöd, analyserar vilka framsteg som gjorts och utvärderar projekt.

#### Memory of the World
Unescos Världsminnesprogram Memory of the World är ett expertprogram där experter från hela världen samarbetar kring bevarandet av dokument (på papper, som foton, som film, digitala dokument, samlingar, bibliotek etc.).  Programmets mål är att visa att världens dokumentarv tillhör alla och ska bevaras och skyddas för alla, med hänsyn tagen till kulturella värderingar och traditioner. De ska även vara permanent tillgängligt för alla.
Man arbetar med att
- Stödja bevarandet av världens dokumentarv genom t.ex. direkt praktiskt stöd, genom spridning av råd och utbildning eller genom att hitta sponsorer för projekt.
- Stödja universell tillgång till dokumentarv. Här ingår att stödja att dokument kopieras digitalt och att kataloger görs tillgängliga på Internet och att publicera och distribuera böcker, CD, DVD:er etc. så brett och jämlikt som möjligt.
- Att öka den globala medvetenheten om dokumentarv och hur viktigt det är. Man arbetar med ett globalt register för Världsminnes/Memory of the Word, medier, informations- och upplysningskampanjer och publikationer.

Programmet leds av en styrelse (International Advisory Committee) med 14 medlemmar vilka utses, i personlig kapacitet, av Unescos generaldirektör. Det är IAC som fattar beslut om vilka dokumentarv som ska föras in i Unescos internationella register.
IAC möts vartannat år och har fyra underavdelningar och det är ”the Register Sub Committee” som arbetar med de nomineringar av dokument som görs till Unescos internationella register över världsminnen (”Memory of the World International Register”)
De dokument som förs in i registret ska ha global betydelse och enastående universellt värde. Att ett dokument förs in i Unescos internationella register över världsminnen betyder inte att Unesco har tagit ställning för eller emot dokumentets innehåll – programmet handlar uteslutande om själva dokumentens betydelse.
I många länder finns nationella kommittéer för Världsminnesprogrammet, också i Sverige. Det finns också även regionala och nationella register över Världsminnen.

#### ICCROM
Unescos generalkonferens 1959 tog beslutet om att starta ICCROM (International Centre for the Study of the Preservation and Restoration of Cultural Property). ICCROM är en mellanstatlig organisation som verkar för att bevara alla sorters kulturarv; flyttbara och icke flyttbara. Man har 134 medlemsstater. Dessa samlas och fattar övergripande beslut i en ”General Assembly”.
ICCROM leds av en generaldirektör och i styrelsen, ingår 25 experter inom området bevarande och renovering av kulturarv, och representanter för den italienska regeringen, UNESCO, ISCR (Institutot Superiore per la Conservazione ed il Restauro, Rom), och expertorganisationer med samarbete med Unesco: ICOM (museer), ICOMOS (byggnader etc.), IUCN (naturbevarande).
Man arbetar främst inom fyra områden :
- Utbildning: utveckling av verktyg och material, organiserandet av professionella kurser runt världen (nära 7 000 experter har genomgått utbildningen).
- Information: ICCROM har ett av världens ledande bibliotek inom kulturbevarande med 115 000 böcker på fler än 60 språk och fler än 17 000 bilder.
- Forskning: ICCROM organiserar och samordnar möten för att utveckla gemensamma förhållningssätt och metoder för att stödja internationella regler kring etik, kriterier och tekniska standarder för bevarande och man har ett viktigt laboratorium.
- Samarbete: ICCROM har många partnerinstitutioner och samarbete med experter som ger teknisk rådgivning, studiebesök, utbildning och kurser.

### Unescos institut
Unesco har nio så kallade kategori 1-institut som är inriktade på specifika ämnesområden, de flesta inom utbildningsområdet. Kategori 1-instituten är placerade runt om i världen och finansieras delvis av respektive värdland. Några av instituten är UNESCO Institute for Lifelong Learning (UIL) i Tyskland, UNESCO International Institute for Capacity Building in Africa (IICBA) i Etiopien och UNESCO Institute for Statistics (UIS) i Kanada. Unescos mest kända institut är UNESCO International Institute for Educational Planning (IIEP), som etablerades 1963 i samband med en stor utbyggnad av utbildningsväsendet i många länder. Institutets uppdrag är att stötta planering, ledning och policyutveckling inom utbildningsområdet. För att genomföra sitt uppdrag erbjuder IIEP länder möjligheten att delta i olika kapacitetshöjande program, som har syftet att bidra till kunskapsutveckling inom området. Huvudkontoret ligger i Paris, och filialer finns i Buenos Aires och Dakar.

## Unescos generaldirektörer
Generaldirektören leder det löpande arbetet vid Unescos sekretariat i Paris. Generaldirektören väljs på fyra år och kan omväljas.
Följande har varit generaldirektörer för Unesco:
1. Julian Huxley,  Storbritannien (1946–1948)
2. Jaime Torres Bodet,  Mexiko (1948–1952)
3. John Wilkinson Taylor,  USA (tillförordnad 1952–1953)
4. Luther Evans,  USA (1953–1958)
5. Vittotino Veronese,  Italien (1958–1961)
6. René Maheu,  Frankrike (1961–1974; tillförordnad 1962)
7. Amadou-Mahtar M'Bow,  Senegal (1974–1987)
8. Federico Mayor,  Spanien (1987–1999)
9. Koïchiro Matsuura,  Japan (1999–2009)
10. Irina Bokova,  Bulgarien (2009–2017)
11. Audrey Azoulay,  Frankrike (2017–)

Vid generalkonferensen 2017 valdes Audrey Azoulay som generaldirektör för Unesco.

## Generalkonferenser
Lista på Unescos generalkonferenser sedan 1946:
| - 1st session (Paris, 1946) – ordförande: Léon Blum (Frankrike) - 2nd session (Mexico City, 1947) – ordförande: Manuel Gual Vidal (Mexiko) - 3rd session (Beirut, 1948) – ordförande: Hamid Bey Frangie (Libanon) - 1st extraordinary session (Paris, 1948) - 4:e session (Paris, 1949) – ordförande: Ronald Walker (Australien) - 5:e session (Florens, 1950) – ordförande: Count Stefano Jacini (Italien) - 6:e session (Paris, 1951) – ordförande: Howland Sargeant (USA) - 7:e session (Paris, 1952) – ordförande: Sarvepalli Radhakrishnan (Indien) - 2nd extraordinary session (Paris, 1953) - 8:e session (Montevideo, 1954) – ordförande: Justino Zavala Muñiz (Uruguay) - 9:e session (New Delhi, 1956) – ordförande: Maulana Abul Kalam Azad (Indien) - 10:e session (Paris, 1958) – ordförande: Jean Berthoin (Frankrike) - 11:e session (Paris, 1960) – ordförande: Akale-Work Abte-Wold (Etiopien) - 12:e session (Paris, 1962) – ordförande: Paulo de Berrêdo Carneiro (Brasilien) - 13:e session (Paris, 1964) – ordförande: Norair Sissakian (Sovjetunionen) - 14:e session (Paris, 1966) – ordförande: Bedrettin Tuncel (Turkiet) - 15:e session (Paris, 1968) – ordförande: Willian Eteki-Mboumoua (Kamerun) - 16:e session (Paris, 1970) – ordförande: Atilio Dell'Oro Maini (Argentina) - 17:e session (Paris, 1972) – ordförande: Toru Haguiwara (Japan) - 3rd extraordinary session (Paris, 1973) - 18:e session (Paris, 1974) – ordförande: Magda Jóború (Ungern) - 19:e session (Nairobi, 1976) – ordförande: Taaita Toweett (Kenya) | * 20:e session (Paris, 1978) – ordförande: Napoléon LeBlanc (Kanada) - 21st session (Belgrad, 1980) – ordförande: Ivo Margan (Jugoslavien) - 4:e extraordinary session (Paris, 1982) - 22nd session (Paris, 1983) – ordförande: Saïd Tell (Jordanien) - 23rd session (Sofia, 1985) - ordförande: Nikolaï Todorov (Bulgarien) - 24:e session (Paris, 1987) – ordförande: Guillermo Putzeys Alvarez (Guatemala) - 25:e session (Paris, 1989) – ordförande: Anwar Ibrahim (Malaysia) - 26:e session (Paris, 1991) – ordförande: Bethwell Allan Ogot (Kenya) - 27:e session (Paris, 1993) – ordförande: Ahmed Saleh Sayyad (Jemen) - 28:e session (Paris, 1995) – ordförande: Torben Krogh (Danmark) - 29:e session (Paris, 1997) – ordförande: Eduardo Portella (Brasilien) - 30:e session (Paris, 1999) – ordförande: Jaroslava Moserova (Tjeckien) - 31:e session (Paris, 2001) – ordförande: Ahmad Jalali (Iran) - 32:e session (Paris, 2003) – ordförande: Michael Omolewa (Nigeria) - 33:e session (Paris, 2005) – ordförande: Musa bin Jaafar bin Hassan (Oman) - 34:e session (Paris, 2007) – ordförande: George N. Anastassopoulos (Grekland) - 35:e session (Paris, 2009) – ordförande: Davidson Hepburn (Bahamas) - 36:e session (Paris, 2011) – ordförande: Katalin Bogyay (Ungern) - 37:e session (Paris, 2013) - ordförande: Hao Ping (Kina) - 38:e session (Paris, 2015) - ordförande: Stanley Mutumba Simataa (Namibia) - 39:e sessionen (Paris, 2017) - ordförande: Zohour Alaoui (Marocko) - 40:e session (Paris, 2019) - ordförande: Altay Cengizer (Turkiet) |